# اریک باگناما
اریک باگناما (انگلیسی: Eric Bagnama؛ زادهٔ ۱۰ مارس ۱۹۹۶) بازیکن فوتبال اهل گابن است که در پست هافبک بازی می‌کند.

## دوران باشگاهی
حضور این بازیکن در لیگ برتر فوتبال ایران جنجال آفرین شد و با تشخیص کمیته انضباطی فدراسیون فوتبال ایران نتیجه سه دیداری که وی در آن حضور داشت (پیکان، سپاهان، استقلال) سه بر صفر به سود حریفان اعلام گردید.
وی پس از حواشی ایجاد شده به خاطر بازی برای گل‌گهر سیرجان، در ۳۱ مارس ۲۰۲۱ به‌طور قرضی به استقلال دوشنبه پیوست. با تأیید باشگاه، پایان قرض او در ۴ ژوئیه ۲۰۲۲ بود. و در حال حاضر برای باشگاه گل گهر بازی میکند.

## افتخارات

### باشگاهی

#### استقلال دوشنبه
- سوپر جام تاجیکستان (۱): ۲۰۲۲
- جام حذفی تاجیکستان (۱): ۲۰۲۲–۲۰۲۱